# Comerica Bank Tower
Comerica Bank Tower (ex Momentum Place, Bank One Center e Chase Center ) è un grattacielo in stile postmoderno di 60 piani situato a Dallas, in Texas.

## Caratteristiche
Alto 240 metri, è il terzo grattacielo più alto della città di Dallas. (Se le antenne e le guglie della Renaissance Tower fossero escluse, la Comerica Bank Tower sarebbe la seconda più alta.) È anche il sesto edificio più alto del Texas e il 61 ° edificio più alto degli Stati Uniti.  L'edificio è stato progettato da Philip Johnson e John Burgee.

## Storia
Originariamente conosciuta come Momentum Place, la torre fu costruita come il nuovo quartier generale della MCorp Bank. Il sito, che comprendeva i grandi magazzini Woolf Brothers e Volk Brothers, era uno dei siti più frequentati del centro di Dallas. I blocchi adiacenti includevano il Neiman Marcus Building, il Wilson Building, il Titche-Goettinger Building e il Mercantile National Bank Building . L'intero blocco da Ervay a St. Paul è stato livellato per far posto alla nuova torre. Il design originale proposto da Johnson prevedeva diversi edifici per uffici, un hotel e un grande centro commerciale progettato in uno stile classico ornato. MCorp Bank desiderava invece una torre per uffici più contenuta senza vendita al dettaglio; anche il design della sala bancaria è stato ridimensionato.
L'edificio, la cui costruzione è iniziata nel 1985 si è conclusa nel 1987